# Telepac

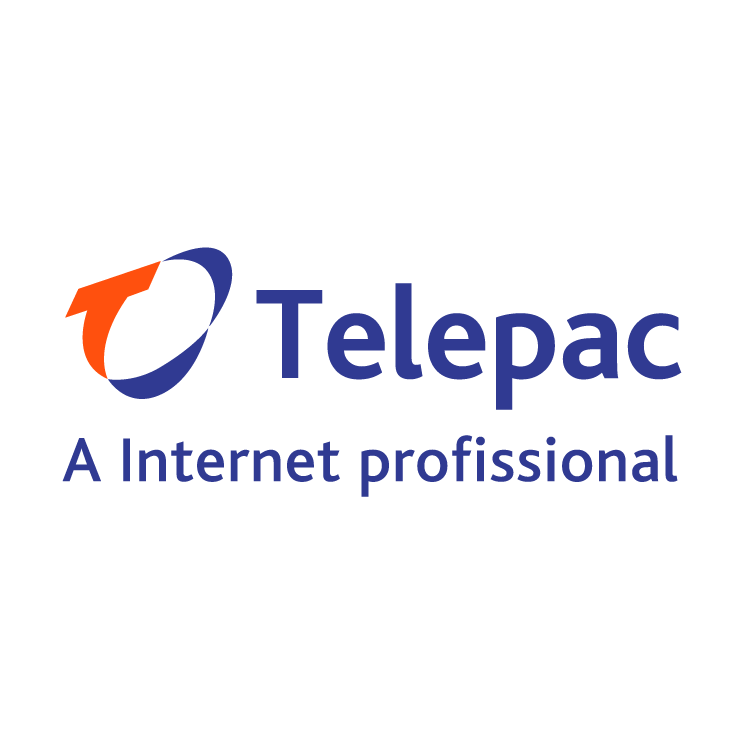

Telepac é uma marca de serviços de Internet utilizada em Portugal do grupo Portugal Telecom.

## Utilização
O nome "Telepac" apareceu pela primeira vez referido na Portaria n.º 291/85 (posteriormente alterada pelas Portarias n.º 327/87 e n.º 930/92) para designar o Serviço Público de Comunicação de Dados por Pacotes. Esta era operado pela Transdata, um consórcio entre os Telefones de Lisboa e Porto (TLP) e os Correios, Telefones e Telégrafos (CTT), que também prestava um serviço de Videotex, sendo que a rede era propriedade dos CTT.
Em 1992 foi criada a Telecom Portugal como uma fusão dos CTT. Isto não mudou em nada a gestão dos serviços de Videotex, com a excepção de que a posição dos CTT na Transdata passou para a Telecom Portugal. Em 1995 começa a oferecer serviços de Internet.
Em 1999 passa a ser o ISP do SAPO.